# Mémorial du génocide de Ngororero
Le mémorial du génocide de Ngororero commémore le massacre de masse des Tutsi qui s’est déroulé en avril 1994 à Ngororero, ville du district de Ngororero dans la province de l’Ouest du Rwanda, lors du Génocide de 1994 perpétré contre les Tutsi au Rwanda.

## Emplacement

### Localisation
Le mémorial du génocide de Ngororero se trouve à Ngororero, chef-lieu du district du même nom, dans la province de l’Ouest du Rwanda,.

### Contexte
| \| 150 km1:3 445 000 \| Kibuye Gisenyi Bisesero Ntarama Kigali Nyamata Murambi Rusiga |
| 150 km1:3 445 000                                                                     |

| Mémoriaux du génocide des Tutsis au Rwanda |
| (2018) Année d'inauguration                |

Le Mémorial du Génocide de Ngororero fait partie d'un ensemble de nombreux sites commémoratifs, tombes communes présents sur le territoire du Rwanda et en dehors, liés au génocide de 1994.
Quelques sites commémoratifs font partie du patrimoine mondial de l'UNESCO.

Communes du Rwanda en 1994

## Histoire
Le mémorial de Ngororero a été établi pour rendre hommage aux milliers de Tutsi tués dans la région en 1994.
Le site comprend plusieurs fosses communes, ainsi que des structures permettant l’accueil des survivants et des familles lors des commémorations annuelles.
En 2009, il a été annoncé que le mémorial serait modernisé pour mieux préserver la mémoire des victimes et accueillir les cérémonies officielles. Le mémorial est également un lieu central lors des commémorations annuelles du génocide au Rwanda.

## Particularités
Le mémorial de Ngororero abrite les restes de milliers de victimes, et sert de lieu de recueillement, d’éducation à la mémoire et de rassemblement lors des grandes dates de commémoration.
Il comprend des monuments, des plaques commémoratives et des espaces pour accueillir les familles des victimes et les survivants.